# 교섭 (영화)
《교섭》은 2023년 개봉한 대한민국의 영화이다.

## 줄거리
중동 지역에서 납치된 한국인 인질들을 구하고자 목숨 걸고 낯선 땅에서 고군분투하는 외교관과 국정원 요원의 이야기.

## 등장 인물

### 주연
- 황정민 : 정재호 역
- 현빈 : 박대식 역
- 강기영 : 이봉한(카심) 역

### 조연
- 이승철 : 최장관 역
- 정재성 : 김차관 역
- 박형수 : 박전략 역
- 안창환 : 심정보 역
- 전성우 : 차서기 역
- 서상원 : 조국장 역
- 최정인 : 홍미숙 역
- 신문성 : 선교사 역
- 파힘 파즐리 : 누를하크 역
- 브라이언 라킨 : 압둘라 역
- 리야드 하자이 : 아프간 대표 역
- 하베스 후세인 : 파슈툰 부족장 역

### 단역
- 최욱 : 박성진 역
- 박성근 : 비서실장 역
- 장명갑 : 국정원장 역
- 선욱현 : 안보실장 역
- 이정열 : 국방장관 역
- 황보름별 : 김혜영 역
- 고하 : 이진희 역
- 시모 : 현지통역 후세인 역
- 강민지 : 피랍인 1 역
- 이지은 : 피랍인 2 역
- 남지수 : 피랍인 3 역
- 남은주 : 피랍인 4 역
- 이연주 : 피랍인 5 역
- 도기범 : 피랍인 6 역
- 정우영 : 피랍인 7 역
- 박도령 : 피랍인 8 역
- 곽이성 : 피랍인 9 역
- 조윤상 : 피랍인 10 역
- 서지영 : 김혜영 모 역
- 서동갑 : 미숙 남편 역
- 전국향 : 박성진 모 역
- 전소현 : 약국 손님 역
- 백주희 : 토론 프로그램 PD 역
- 최지연 : 토론 프로그램 패널 역
- 김태문 : 토론 프로그램 패널 역
- 오창경 : 토론 프로그램 패널 역
- 송요셉 : 토론 프로그램 패널 역
- 송글송글 : 기자 회견장 기자 역
- 오혜금 : 외교부 기자 1 역
- 이대호 : 외교부 기자 2 역
- 손현준 : 외교부 기자 3 역
- 김기철 : 외교부 기자 4 역
- 김성민 : 외교부 기자 5 역
- 안성봉 : 외교부 기자 6 역
- 손문영 : 이라크 인질 역
- 이정민 : 서울 대책본부 사무관 1 역
- 김송일 : 서울 대책본부 사무관 2 역
- 홍성호 : 서울 대책본부 사무관 3 역
- 정윤하 : 서울 대책본부 사무관 4 역
- 권혁 : 서울 대책본부 사무관 5 역
- 이노아 : 귀국 비행기 피랍인 역
- 안가영 : 피랍인 역
- 김유진 : 피랍인 역
- 이지윤 : 피랍인 역
- 정주은 : 피랍인 역
- 신현아 : 피랍인 역
- 조아라 : 피랍인 역
- 박설미 : 피랍인 역
- 김성민 : 피랍인 역
- 마크 브룸 : 외신 뉴스 앵커 역
- 카리모프 캄란 : 아랍 뉴스 앵커 역
- 모리엘 : 탈레반 부사령관 2 역
- 로널드 G. 로먼 : 미군 사령관 역
- 게리 마이클 키너 : 외국 대사 역
- 아바트 제마 테레즈 : 외국 대사 부인 역
- 장재희 : 정지수 역
- 임은서 : 미숙 딸 역
- 이천무 : 미숙 아들 역
- 아슈라프 텔파 : 이맘 역
- 하나 알칼디 : 탈레반 부사령관 역
- 존슨 쓰리 제임스 휴스턴 : 미군 대령 역
- 칼레드 아부 라비 : 라지크 역
- 아흐마드 아부 아이야시 : 탈레반 1 역
- 무타즈 알샤이크 에스메일 : 탈레반 2 역
- 모호드 아사위 : 탈레반 3 역
- 아흐마드 잔 카우트 : 탈레반 4 역
- 압둘 라만 바라카트 : 탈레반 5 역
- 타렉 알샤와브케 : 탈레반 6 역
- 아디브 다산 : 탈레반 7 역
- 모아타즈 알그나이마트 : 탈레반 8 역
- 아메르 아잠 : 자살 폭탄범 역
- 무니브 알쿠다 : 카심 레스토랑 주인 역
- 유세프 키완 : 카심 레스토랑 로컬 역
- 네이지어 카왈데 : 뮬 가이드 역
- 마흐무드 무바라크 : PMC 1 역
- 야잔 브샤라 : PMC 2 역
- 햄자 알마스리 : PMC 3 역
- 배쉬어 자글롤 : PMC 4 역
- 아흐마드 하사납달라 : PMC 5 역
- 모하마드 매쓰허 : PMC 6 역
- 모하마드 잘랄 모하마드 : PMC 7 역
- 무라드 오데 : PMC 8 역
- 로버트 : CIA 요원 역
- 아흐마드 알쿠타이피 : 테러리스트 1 (ISIS) 역
- 아흐마드 모하메드 : 테러리스트 2 (ISIS) 역
- 오사마 알스라네 : 테러리스트 3 (ISIS) 역
- 오스만 바라메 : 테러리스트 4 (ISIS) 역
- 모하마드 마스로자 : 구급차 운전사 1 역
- 와엘 마스로자 : 구급차 운전사 2 역
- 모하마드 알 다르비 : 구급차 작업자 1 역
- 모하마드 알라즈랍 : 구급차 작업자 2 역
- 하산 알 무그라비 : 아프간 경찰 1 역
- 모하마드 주데 : 아프간 경찰 2 역
- 아나스 엘라와르 : 아프간 경찰 3 역
- 아드난 압델파타 : 아프간 경찰 4 역
- 모하마드 하디드 : 아프간 경찰 5 역
- 아흐메드 알 카왈데 : 아프간 경찰 6 역
- 카이스 하모리 : 아프간 경찰 7 역
- 아흐마드 오베이드 : 아프간 경찰 8 역
- 모하마드 알살라크 : 아프간 경찰 9 역
- 페라스 이브라힘 : 아프간 경찰 10 역
- 다이어에딘 니머 : 아프간 경찰 11 역
- 파라 오웨 : 아프간 경찰 12 역
- 하비브 아부 파라시 : 교도관 1 역
- 모하메드 자무스 : 교도관 2 역
- 아나스 알 마다나트 : 미군 1 역
- 제이어드 래시드 : 미군 2 역
- 아유브 아비드 : 미군 3 역
- 모하메드 안포카 : 미군 4 역
- 크리스토퍼 한틀라 : 미군 5 역
- 모아야드 아티에 : 미군 6 역
- 햄리 켄턴 제프리 : 미군 7 역
- 마흐무드 하사나브달라 : 미군 8 역
- 사드 알즈부리 : 미군 (험비 드라이버 1) 역
- 호지스 티모시 스콧 : 미군 (험비 드라이버 2) 역
- 존 카르멜 : 미군 (폭탄 검사) 역
- 사이드 타바우브 : 무세키 지역 경찰 역
- 나이자 알헬라랏 : 교통 위험 운전자 1 역

### 특별출연
- 박원상 : 토론 프로그램 진행자 역
- 강말금 : 김은희 역
- 남명렬 : 대통령 역
- 이지애 : 한국 뉴스 앵커 역

## 참고 사항
- 황정민과 백주희는 영화 《인질》 이후로 3개월만에 재회한다.